# Glycyphana brunnipes
Glycyphana brunnipes är en skalbaggsart som beskrevs av Kirby 1818. Glycyphana brunnipes ingår i släktet Glycyphana och familjen Cetoniidae. Inga underarter finns listade i Catalogue of Life.